# Peter Krieger (Fußballspieler)
Peter „Pit“ Krieger (* 30. November 1929 in Geislingen an der Steige; † 14. September 1981 in Keeler Township, Michigan) war ein deutscher Fußballspieler, der auch saarländischer Nationalspieler war.

## Laufbahn

### Oberliga Süd, bis 1954
Krieger, der sowohl als Läufer als auch als Stürmer eingesetzt wurde, begann 1948 seine Karriere beim SC Geislingen. Ein Jahr später wechselte er zum VfB Stuttgart. Er gehörte der Mannschaft von Trainer Georg Wurzer an, die von 1950 bis 1954 jeweils zweimal die Vizemeisterschaft und den Meistertitel in der Fußball-Oberliga Süd erringen konnte. Als die Schwaben in der Endrunde 1952 als Südmeister auch die deutsche Fußballmeisterschaft erobern konnten, hatte „Pit“ Krieger alle sieben Endrundenspiele als linker Verbinder für den VfB absolviert. In der Oberligarunde war er davor nur in zwölf Spielen aufgelaufen. Auch als der schwäbische Titelverteidiger 1953 wiederum im Finale der deutschen Meisterschaft stand, war der Aufbauspieler in allen sieben Spielen zum Einsatz gekommen. Nach dem zweiten Titelgewinn im Süden, 1953/54, wurde die Endrunde wegen der Fußballweltmeisterschaft 1954 in der Schweiz verkürzt ausgetragen. In den zwei Gruppenspielen gegen den Berliner SV 92 und Hannover 96 bildete Krieger zusammen mit Robert Schlienz und Karl Barufka die VfB-Läuferreihe. Die Wurzer-Mannschaft hielt sich mit dem Pokalerfolg gegen den 1. FC Köln schadlos. Krieger absolvierte alle fünf Spiele im Pokal. Nachdem er mit den Stuttgartern den DFB-Pokal gewonnen hatte, wechselte Krieger zum 1. FC Saarbrücken. Von 1949 bis 1954 hatte er in der Fußball-Oberliga Süd 82 Spiele absolviert und dabei 18 Tore erzielt.

### Oberliga Südwest, 1955 bis 1962
Durch die Freigabeverweigerung von Stuttgart war mit dem Wechsel in das Saarland eine zwölfmonatige Sperre für Krieger verbunden und er konnte daher erst in der Runde 1955/56 den Spielbetrieb in der Fußball-Oberliga Südwest aufnehmen. An der Seite der Mitspieler Herbert Binkert, Albert Keck, Herbert Martin, Peter Momber, Theo Puff und Gerhard Siedl absolvierte er alle 30 Ligaspiele, erzielte 16 Tore und kam mit dem 1. FC Saarbrücken auf den dritten Rang. In dieser Runde wurde er in dem damals noch autonomen Saarland vierfacher Nationalspieler und erzielte dabei ein Tor. Er gehört der Mannschaft an, die mit dem Spiel am 6. Juni 1956 in Amsterdam gegen Holland die Geschichte der saarländischen Fußballnationalmannschaft beendete. Bei der 2:3-Niederlage in Amsterdam spielte der Saar-Angriff mit Gerhard Siedl, Herbert Martin, Herbert Binkert, Krieger und Heinz Vollmar. Der 1. FC Saarbrücken vertrat das Saarland im erstmals ausgespielten Europapokal der Landesmeister 1955/56. Beim Hinspiel setzten sich die Saarländer überraschend bei AC Mailand mit einem 4:3-Erfolg durch, wozu auch Krieger einen Treffer beigesteuert hatte. In Saarbrücken setzte sich Mailand mit den Stars Nils Liedholm, Cesare Maldini, Gunnar Nordahl und Juan Schiaffino mit einem 4:1-Sieg aber souverän durch.
Auch im Saarland zog „Pit“ Krieger noch zweimal in die Endrunde um die deutsche Meisterschaft ein. Nach der Vizemeisterschaft 1957 und nach dem Titelgewinn 1961. Er absolvierte dabei alle neun Spiele. Seinen letzten Oberligaeinsatz im Südwesten hatte er am 1. Oktober 1961 beim 2:2-Heimremis gegen den Ludwigshafener SC. In der 85. Spielminute verwandelte er dabei einen Foulelfmeter und stellte das 2:2-Unentschieden sicher. Von 1955 bis 1961 absolvierte Krieger 158 Oberligaspiele und schoss dabei 40 Tore.
Nach acht Jahren in Saarbrücken wechselte Krieger 1962 zum US-amerikanischen Klub FC Chicago Hansa.